# Association Sportive Police (Dakar)
L'Association Sportive Police è una società calcistica senegalese con sede a Dakar che milita nella prima divisione del campionato senegalese di calcio. Precedentemente era conosciuta anche come Association Sportive et Culturelle Forces de Police (ASF Police) e, in seguito, come Association Sportive et Culturelle de Police (ASC Police)

## Palmarès

### Competizioni nazionali
- Campionati di Prima Divisione Senegalese: 1

1979
- Coupe du Sénégal: 3

1976, 1978, 1981
- Senegal Assemblée Nationale Cup: 2

1979, 1981

### Altri piazzamenti
- Coupe du Sénégal:

Finalista: 1975, 1982, 1983

## Coppe internazionali
- Coppa dei Campioni della CAF: 1 apparizione

1980: Quarti di finale